# Pey
Pey és un cognom d'origen gascó (dialecte pertanyent a occità dit també provençal).
En relació amb l'origen del mot, és un nom de persona (passat a cognom): Pey, grafia antiga per Pèir (Pere en català). Els immigrants gascons eren força nombrosos al Principat de Catalunya als segles XIV, XV, i XVI. Dels immigrants gascons, el lexic català popular va heretar de mots com pai (pare), mai (mare), frai (germà) (), barroer, etc i de la interjecció Déu n'hi do! que és una adaptació catalanitzada del renec críptic gascó 'Diu me dau!' (per 'Diu me damne!').
És el topònim d'una petita localitat al departament de les Landes, a la Gascunya atlàntica, i també el d'un nucli de població del municipi d'Echt (Limburg, Països Baixos), Peij en limburguès. És també un acompanyament toponímic molt comú a noms de localitats d'Occitània, Provença i del nord-oest d'Itàlia.
A la península Ibèrica és un cognom poc comú, unes 500 persones el tenen de primer cognom (segons l'Instituto de Estadística, 2007), i l'àrea d'implantació és la franja pirinenca. Als Països Catalans, les branques més nombroses són a l'Alt Empordà, Pallars, Ribagorça, Berguedà, Montseny, Vallès i Mallorca.
Com a derivació dialectal, diferents variants han originat molts altres cognoms, com Peyró, Peyre, Peyrefitte, etc.
És molt probable, encara que una hipòtesi no contrastada, que el cognom es va anar implantant al territori català i ibèric en diferents migracions o repoblaments des del nord dels Pirineus al vessant sud (potser en els repoblaments amb població occitana després de les pestes que van afectar Catalunya).